# Leptepsilonema procerum
Leptepsilonema procerum is een rondwormensoort. De wetenschappelijke naam van de soort is voor het eerst geldig gepubliceerd in 1983 door Clasing.